# Lars Anton Anjou
Lars Anton Anjou (uttalas: ánnscho), född 18 november 1803 i Frösthult, död 13 december 1884 i Visby, var en svensk biskop, kyrkohistoriker och politiker.

## Biografi
Anjou studerade vid Uppsala universitet, där han blev filosofie kandidat 1827, filosofie magister 1830, teologie kandidat 1834 och teologie doktor 1845. Han prästvigdes 1827. År 1845 utnämndes Anjou till kalseniansk professor och kyrkoherde i Helga Trefaldighets församling, och i Danmarks församling 1851. Läsåret 1851–1852 var han rektor vid Uppsala universitet och utnämndes den 9 mars 1855 till statsråd och chef Ecklesiastikdepartementet. I den befattningen tog han fram 1859 års läroverksstadga, som lade stor tonvikt vid klassiska språk. Han lämnade sin befattning som ecklesiastikminister den 29 januari 1859.
Anjou var biskop i Visby stift från 1859 till sin död. Han var representant för prästeståndet vid riksdagarna mellan åren 1859 och 1866. Som riksdagsledamot var han ledamot av konstitutionsutskottet och utmärkte sig där genom att kämpa emot representationsreformen.
Tillsammans med Henrik Reuterdahl räknas Anjou som en av kyrkohistoriens fäder i Sverige. Bland hans arbeten finnes Svenska kyrkoreformationens historia 1-3 (1850-51) och Svenska kyrkans historia ifrån Uppsala möte år 1593 till slutet af sjuttonde århundradet (1866).
Han blev ledamot av Kungl. Vetenskapsakademien 1855 och hedersledamot av Vitterhetsakademien samma år.
Lars Anton Anjou var son till kyrkoherde Anton Anjou och Johanna Elisabeth Sepelius. Släkten Anjou är av vallonskt ursprung, och inkom till Sverige 1633. Anjou är begraven på Östra kyrkogården i Visby.

## Utmärkelser
- Kommendör med stora korset av Nordstjärneorden, 28 januari 1864.[3]
- Kommendör av Nordstjärneorden, 28 april 1858.
- Ledamot av Nordstjärneorden, omkring 1850.